# 14820 Aizuyaichi
14820 Aizuyaichi è un asteroide della fascia principale. Scoperto nel 1982, presenta un'orbita caratterizzata da un semiasse maggiore pari a 2,1595566 UA e da un'eccentricità di 0,2052710, inclinata di 3,30911° rispetto all'eclittica.